# Андрійчик Григорій Ісайович
Григорій Ісайович Андрійчик (Андрійчиків) (1892, Забор'є, нині Могильовська область, Білорусь — 1941) — учасник Першої Київської капели бандуристів у 1918—1925 роках. Майстер бандур за зразком Корнієвського.

## Життєпис
У 1928 р ввів півтони на бандурі. З 1929 до 1930 років ввів іще 5 півтонів. Репресований 1937 року «за участь у контрреволюційній організації». Проходив по справі № 839338 ІІІ відділу КОУ НКВС (справа Дорошко Ф. В. — Копана Г. Я.). Термін ув'язнення не встановлено.